# 金科數碼
金科數碼國際控股有限公司，簡稱金科數碼國際控股、金科數碼國際，以及金科數碼（英語：Vision Tech International Holdings Limited，港交所除牌時0922.HK），在1990年建立，當時經營及生產電子產品、代理電子產品、皮革，以及金屬產品，而股份則當時在1999年12月21日於香港交易所主板上市，前身為「金科數碼國際有限公司」。
由於過往管理層問題，於是首次易主為邊陳之娟等有關人士和企業，但未能起色，第2次易主則是當時主要股東长盈集团（港交所：0689），而最後易主則是梁志華博士等有關人士，在2010年3月22日，開始更名為中福控股發展有限公司，並原有業務終止，轉為現時經營中國內地墓園業務。

## 連結
- China-Boon.com